# Hr. Wests ekstraordinære eventyr i bolsjevikkernes land
Hr. Wests ekstraordinære eventyr i bolsjevikkernes land (russisk: Необычайные приключения мистера Веста в стране Большевиков, Neobytjajnye prikljutjenija mistera Vesta v strane bolsjevikov) er en sovjetisk stum komediefilm fra 1924 instrueret af Lev Kulesjov. Kulesjov anså filmen som en "verifikation" af sine teorier om redigering og montage, som han var inspireret af fra amerikansk  film, som han fandt mere engagerende end russisk film.
Filmen er en satire over amerikaneres opfattelse af Sovjetunionen. Filmen handler om de to karakterer J. S. West og Cowboy Jeddy, to amerikanere, der besøger Sovjetunionen efter den russiske revolution. West er rig, men naiv og han antager, at landet er barbarisk. En sovjetisk bandeleder udnytter Wests frygt ved at arrangere en falsk arrestation og retssag, hvorefter han tilbyder West af "redde" ham mod betaling. Da West rent faktisk reddes, at sovjetisk politi, går det op for ham, at hans fordomme og stereotyper er forkerte, og han hylder Sovjetunionen.
Ved sin udgivelse var filmen populær hos det sovjetiske publikum, men de sovjetiske kritikere kritiserede, at filmen lagde væt på amerikanske temaer og dens mangel på politisk engagement. På trods af dens popularitet blev filmen censureret to år efter sin udgivelse. I dag anser filmhistorikere Mr. West som begyndelsen af sovjetisk films guldalder.

## Medvirkende
- Porfirij Podobed - Mr. John West
- Boris Barnet - Jeddy
- Aleksandra Khokhlova
- Vsevolod Pudovkin - Zhban
- Sergej Komarov